# Ta' Qali
Ta' Qali (soms geschreven zonder spatie: Ta'Qali) is een dorp in Malta, dat gelegen is op ongeveer twee kilometer van Mdina. Het bevindt zich in een groot onbebouwd gebied in Centraal-Malta waarin zich ook het voetbalstadion van het Maltees voetbalelftal bevindt, namelijk het Ta' Qali Stadium. Ook het Maltese Nationale Park en een grote groentenmarkt (bekend als de Pitkalija) bevinden zich in Ta' Qali.
Kort voor de Tweede Wereldoorlog, toen Malta nog onder Brits bestuur viel, werd het grote open gebied gebruikt voor de bouw van een militair vliegveld en een basis voor de Royal Air Force. Tegenwoordig doet het gehele gebied dienst als recreatiegebied. Zo bevat het Nationale Park een amfitheater waarin bekende bands optraden als Status Quo, Deep Purple en Iron Maiden.
Ta' Qali doet nog altijd in beperkte mate dienst als vliegveld, maar dan enkel nog voor modelvliegtuigen. De meeste van de barakken en hangars zijn omgebouwd naar werkplaatsen waarin handwerklui hun producten maken en verkopen. Deze productie en vooral de verkoop trekt dagelijks honderden toeristen naar Ta' Qali Crafts Center, die kijken naar het glasblazen, pottenbakken, beeldhouwen of een van de andere werkzaamheden. De meeste van de verkochte goederen worden echter niet in Ta' Qali zelf geproduceerd en zijn elders in het land tegen een beduidend lagere prijs verkrijgbaar; het Crafts Center is dan ook met name bedoeld als toeristische trekpleister.